# Gymnopternus tristis
Gymnopternus tristis är en tvåvingeart som beskrevs av Friedrich Hermann Loew 1864. Gymnopternus tristis ingår i släktet Gymnopternus och familjen styltflugor. Inga underarter finns listade i Catalogue of Life.